# Consell departamental de les Ardenes
El Consell departamental de les Ardenes (en francès Conseil général des Ardennes) és l'assemblea deliberant del departament francès de les Ardenes a la regió del Gran Est. La seva seu es troba a Charleville-Mézières.

## Composició
El març de 2015 el Consell departamental era constituït per 38 elegits pels 19 cantons de les Ardenes.
| Partit                              | Sigles | Electes |
| ----------------------------------- | ------ | ------- |
| Majoria (32 escons)                 |        |         |
| Divers droite                       | DVD    | 18      |
| Els Republicans                     | LR     | 7       |
| Sense etiqueta                      | SE     | 4       |
| Unió dels demòcrates i independents | UDI    | 2       |
| Debout la France                    | DLF    | 1       |
| Oposició (6 escons)                 |        |         |
| Partit Socialista                   | PS     | 3       |
| Divers gauche                       | DVG    | 3       |

## Presidents
| 1871-1880 | Alfred Chanzy           |        |
| 1880-1893 | Théophile Armand Neveux |        |
| 1893-1898 | Louis Tirman            |        |
| 1898-1901 | Ernest Couet            |        |
| 1901-1904 | Charles Goutant         |        |
| 1904-1912 | Gustave Gobron          |        |
| 1912-1924 | Henri Dunaime           |        |
| 1924-1938 | Lucien Hubert           | Rad.   |
| 1938-1940 | Lucien Jullich          | Rad.   |
| 1945-1955 | Jacques Bozzi           | SFIO   |
| 1955-1967 | Camille Lassaux         | SFIO   |
| 1967-1973 | Camille Titeux          | SFIO   |
| 1973-1976 | René Tinant             |        |
| 1976-1979 | Eugène Cuif             | DVD    |
| 1979-1982 | Gabriel Sacrez          | RPR    |
| 1982-1995 | Jacques Sourdille       | RPR    |
| 1995-2004 | Roger Aubry             | DVD    |
| 2004-     | Benoît Huré             | UMP/LR |